# Lie to Me (Lied)
Lie to Me ist ein Lied des tschechischen Sängers Mikolas Josef. Mit ihm vertrat er Tschechien beim Eurovision Song Contest 2018 in Lissabon in Portugal. Der Song schaffte es ins Finale und erreichte den sechsten Platz.

## Musik und Text
Es handelt sich bei Lie to Me um einen Dance-Pop-Song mit Anleihen aus Electroswing, Funk und Hip-Hop. Im Songtext fordert der Protagonist die geliebte Person bewusst auf, ihn anzulügen; er lässt sich mit ihr ein, obwohl er weiß, dass sie ihm „nichts außer Ärger“ bringt. Mikolas Josef sagte jedoch, Hintergrund des Songs sei ein junger Mann, der es schwer habe, die richtige Beziehung zu finden. „Nach einer schwierigen Trennung alles Belastende aus dem Kopf zu bekommen, und das auf eine positive Art...“ Zudem ginge es um „schwere Zeiten, die du durchmachst, aber trotzdem schaust, dass du nicht von der Negativität verschluckt wirst. Ich versuche, die Negativität zu nehmen, sie irgendwie in mir zu transformieren und sie in einer positiven Art und Weise auszuspucken, damit Leute tanzen und glücklich sein können, wenn sie den Song hören.“

## Hintergrund
Der Song wurde von Mikolas Josef selbst geschrieben und produziert. Er konnte mit dem Song den nationalen Vorentscheid Eurovision Song CZ 2018 im Januar 2018 gewinnen. Er setzte sich im Halbfinale durch und trat im Finale an sechster Stelle auf und erreichte den sechsten Platz mit 228 Punkten. Bei dem Auftritt sorgte nicht nur die Tanzperformance sowie der getragene Rucksack, mit dem er mit seinen beiden Mittänzern einige Tricks vollführte, sondern auch der Salto Josefs am Ende des Songs für Aufsehen. Bei den Proben hatte er sich dabei am Rücken verletzt und musste einige Tage kürzertreten; im Finale konnte er den Salto dann aber wieder aufführen.

## Veröffentlichung und Rezeption
Am 19. November 2017 wurde der Song der Öffentlichkeit vorgestellt. Der Song konnte später in vielen Ländern Chartplatzierungen erreichen, so in Tschechien Platz 52 – Platz zwei der Downloadcharts – und in Österreich Platz neun der Charts. In Deutschland erreichte er Platz 29.